# Wołodymyriwka (hromada Sachnowszczyna)
Wołodymyriwka (ukr. Володимирівка) – wieś na Ukrainie, w obwodzie charkowskim, w rejonie krasnohradzkim, w hromadzie Sachnowszczyna. W 2001 liczyła 276 mieszkańców.